# Доминик Строс-Кан
Доминик Строс-Кан (фр. Dominique Strauss-Kahn, Неји сир Сен, Француска, 25. април 1949) је француски економиста, правник и политичар, члан Социјалистичке партије. За директора Међународног монетарног фонда изабран је 28. септембра 2007. уз подршку француског предсједника Николе Саркозија. На овом положају остао је све до 18. маја 2011. када је поднио оставку због оптужби за покушај силовања. Дана 17. септембра 2013. обелодањено је да ће Строс-Кан бити саветник Владе Србије за економска питања.